# Petrovo-Krasnosillia
Petrovo-Krasnosillia (em ucraniano:  Петрово-Красносілля; em russo:  Петрово-Красноселье) é uma cidade da Ucrânia, situada no Oblast de Luhansk. Tem 23,21 km² de área e sua população em 2020 foi estimada em 12.975 habitantes.